# Guerau de Besiers
|  | Per a altres significats, vegeu «Gerard». |

Guerau de Besiers (Puèg-ericon, Erau, 1070 – Besiers, 1123) fou un bisbe de Besiers. És venerat com a sant per l'Església catòlica.

## Biografia
Nasqué a Puèg-ericon, al setè més d'embaràs; una tradició diu que quan fou batejat, l'aigua baptismal va començar a bullir, com a signe de la seva futura santedat. Estudià i es va fer canonge regular, ingressant al priorat de Cassan (Rojan, Erau), dependent de la catedral de Besiers, cap al 1085. Diaca en 1094, fou ordenat prevere en 1101 i elegit segon prior de Cssant el 1105 o 1106. Va donar impuls a la vida del priorat: va fer construir-hi un hospital i diversos edificis, se n'incrementà el nombre de membres i reformà la disciplina. Fou bisbe entre 1121 i 1123, quan morí: en dos anys donà mostres de la seva fama de pietat, humilitat i caritat, i emprà els béns de la diòcesi en el socors dels necessitats.

## Veneració
Fou sebollit a la Basílica de Sant Afrodisi, vora la tomba del sant titular, llegendari primer bisbe de la ciutat. Les seves restes foren portades en 1259 al convent de Santa Clara; disperses en 1562 pel hugonots i novament durant la Revolució francesa, es van perdre. Un anell seu, d'argent amb una ametista gravada amb un leopard i un lleó, era a l'església de Roujan i se li atribuïen virtuts guaridores, fins que fou robada cap al 1980.